# Jankovský potok
Jankovský potok je 22,8 km dlouhý potok v okrese Pelhřimov v Kraji Vysočina. Plocha jeho povodí měří 129,5 km². Patří do povodí řeky Želivky a bývá označován jako jeden z jejích pramenů. Tím druhým je říčka Hejlovka dlouhá 39,5 km.

## Průběh toku

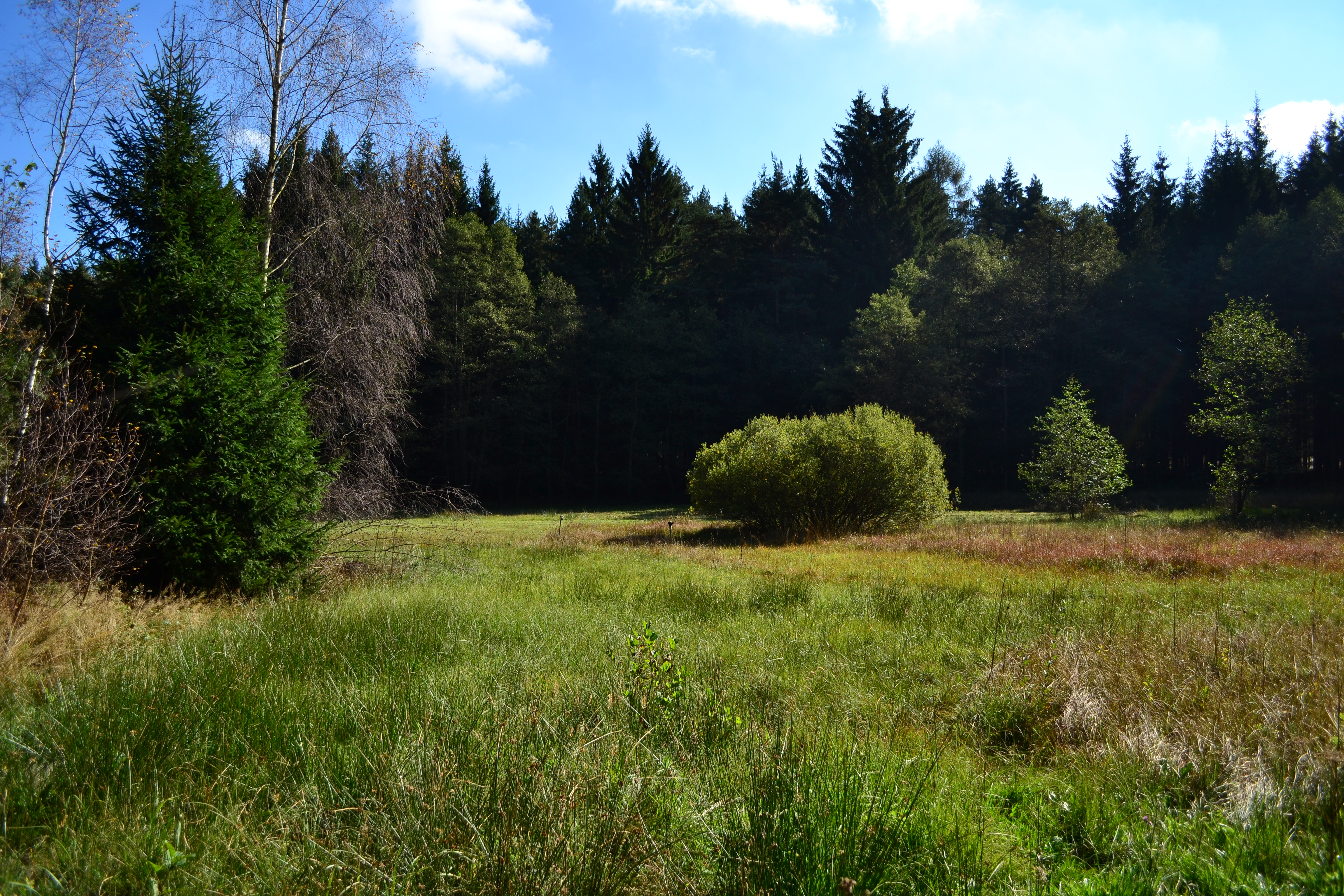
Prameniště

Potok pramení jihozápadně od Jankova v nadmořské výšce okolo 640 m. Jeho tok směřuje severním směrem, v dolní části pak k severozápadu. Ústí zprava do Sedlické nádrže (Želivka, říční kilometr 64,4) v nadmořské výšce 447,7 m.
Část toku od pramene k osadě Polánky je spolu s břehovými porosty a přilehlými pozemky chráněna jako přírodní rezervace Prameniště Jankovského potoka.

### Větší přítoky
- Hejnický potok, zprava, ř. km 11,2, délka 11,6 km[3]
- Kladinský potok, zleva, ř. km 9,2[4]
- Hněvkovický potok, zprava, ř. km 5,4, délka 4,6 km[5]
- Kopaninský potok, zleva, ř. km 4,2, délka 6,5 km[1]
- Onšovický potok, zleva, ř. km 2,4, délka 4,0 km[6]

## Vodní režim
Průměrný průtok u ústí činí 0,81 m³/s.
Hlásný profil:
| místo    | říční km | plocha povodí | průměrný průtok (Qa) | stoletá voda (Q100) |
| -------- | -------- | ------------- | -------------------- | ------------------- |
| Milotice | 2,0      | 128,54 km²    | 0,79 m³/s            | 66 m³/s             |

M-denní průtoky u ústí:
| M [dní]  | Q30  | Q60  | Q90  | Q120 | Q150 | Q180 | Q210 | Q240 | Q270 | Q300 | Q330 | Q355 | Q364 |
| -------- | ---- | ---- | ---- | ---- | ---- | ---- | ---- | ---- | ---- | ---- | ---- | ---- | ---- |
| Q [m³/s] | 1,92 | 1,29 | 0,98 | 0,78 | 0,63 | 0,52 | 0,43 | 0,35 | 0,29 | 0,23 | 0,17 | 0,11 | 0,08 |

N-leté průtoky v Miloticích:
| N-leté průtoky | Q1 | Q5 | Q10 | Q50 | Q100 |
| -------------- | -- | -- | --- | --- | ---- |
| Q [m³/s]       | 13 | 28 | 35  | 56  | 66   |